# Área metropolitana de Estocolmo
El área metropolitana de Estocolmo consiste en la metrópoli de Estocolmo y en una serie de localidades menores ubicadas en la provincia de Estocolmo (Suecia).
En total, el área metropolitana de Estocolmo se extiende por una superficie relativamente grande (3.213 km²), ya que los municipios exteriores cuentan con un área boscosa muy extensa. Tiene una población de 1,75 millones de habitantes, de los cuales 45% corresponden a la metrópoli de Estocolmo, con una densidad de población de 544 hab/km².

## Composición
El área metropolitana de Estocolmo se compone de la metrópoli de Estocolmo y de 19 pequeñas ciudades y municipios ubicados a su alrededor (entre las que destacan las ciudades de Södertälje y Täby), como se muestra en la tabla siguiente.
| Región                 | Municipio      | Superficie (en km²) | Población(1) |
| ---------------------- | -------------- | ------------------- | ------------ |
| Suecia                 |                |                     |              |
| Provincia de Estocolmo | Estocolmo      | 187,84              | 782.885      |
| Provincia de Estocolmo | Huddinge       | 131,34              | 90.182       |
| Provincia de Estocolmo | Botkyrka       | 194,83              | 77.553       |
| Provincia de Estocolmo | Salem          | 54,32               | 14.715       |
| Provincia de Estocolmo | Södertälje     | 522,00              | 81.791       |
| Provincia de Estocolmo | Haninge        | 457,50              | 72.956       |
| Provincia de Estocolmo | Tyresö         | 69,36               | 41.476       |
| Provincia de Estocolmo | Nacka          | 95,62               | 82.421       |
| Provincia de Estocolmo | Värmdö         | 442,96              | 35.803       |
| Provincia de Estocolmo | Lidingö        | 30,49               | 42.321       |
| Provincia de Estocolmo | Solna          | 19,37               | 61.717       |
| Provincia de Estocolmo | Sundbyberg     | 8,72                | 34.529       |
| Provincia de Estocolmo | Danderyd       | 26,51               | 30.492       |
| Provincia de Estocolmo | Sollentuna     | 53,26               | 60.528       |
| Provincia de Estocolmo | Järfälla       | 54,05               | 62.342       |
| Provincia de Estocolmo | Upplands-Väsby | 75,37               | 37.848       |
| Provincia de Estocolmo | Vallentuna     | 360,06              | 27.868       |
| Provincia de Estocolmo | Täby           | 60,62               | 61.006       |
| Provincia de Estocolmo | Vaxholm        | 58,06               | 10.440       |
| Provincia de Estocolmo | Österåker      | 310,75              | 37.879       |
| TOTAL                  | TOTAL          | 3.213,03            | 1.746.752    |

- (1) - Datos del 01.01.2007, tomados del informe estadístico de población del Statistika Centralbyrån

- Datos: Q427543